# Arden de Faversham
Pour les articles homonymes, voir Arden.
Arden de Faversham (en anglais, Arden of Faversham ou Arden of Fevershame), de titre complet La Lamentable et Vraie Tragédie de M. Arden de Faversham dans le Kent (en anglais, The Lamentable and True Tragedy of M. Arden of Faversham in Kent), est une pièce de théâtre élisabethaine écrite entre 1588 et 1591 et publiée anonymement en 1592. L'identité du ou des auteurs reste débattue. La plupart des universitaires s'accordent à attribuer au moins certaines parties à Shakespeare. Les noms de Thomas Kyd et Christopher Marlowe ont également été avancés.
La pièce raconte le meurtre de Thomas Arden, un bourgeois habitant Faversham, par sa femme Alice Arden (en) et l'amant de cette dernière : Mosby. L'utilisation d'un sujet domestique et contemporain aux auteurs (par opposition à un sujet noble éloigné dans l'histoire) est remarquable. Il semble que la pièce soit l'un des premiers exemples de tragédie domestique (en) dans le théâtre anglais.

## Source historique
La pièce est inspirée d'un fait divers ayant eu lieu une quarantaine d'années avant son écriture : le meurtre de Thomas Arden. Arden (1508–1551) était un homme d'affaires ayant profité de la confusion régnant pendant la réforme anglaise pour acquérir des propriétés près de Faversham. Sa femme, Alice Arden (en), avait un amant, Richard Mosby, avec lequel elle complota l'assassinat de son mari. La tâche fut confiée à deux anciens soldats, Black Will et Loosebag, qui échouèrent à plusieurs reprises. Finalement, Arden fut tué dans sa maison le 15 février 1551 et son corps fut laissé dans un champ durant une tempête de neige. Les meurtriers, trahis par leurs traces dans la neige, confessèrent rapidement le crime. Mosby fut pendu et Alice fut brûlée vive. Black Will s'échappa dans les Flandres mais fut finalement exécuté (en Angleterre ou dans les Flandres selon les rapports). La trace de Loosebag fut perdue. D'autres conspirateurs furent également pendus,.
Le meurtre d'Arden par sa femme était probablement connu des élisabethains par l'intermédiaire des Chroniques de Holinshed.

## Paternité de l'œuvre
À l'origine, la pièce a été imprimée de manière anonyme en trois in-quarto : en 1592, 1599 et 1633. Aucune représentation, ni aucun nom de compagnie ne sont mentionnés. En 1656, Arden apprait dans un catalogue (An Exact and perfect Catalogue of all Plaies that were ever printed) qui présente un mauvais alignement des lignes. S'il était prouvé que les attributions des pièces sont décalées d'une ligne, le catalogue attribuerait Arden à Shakespeare.
Les plus sérieux potentiels auteurs de la pièce sont William Shakespeare, Christopher Marlowe et Thomas Kyd. L'attribution de la pièce à Shakespeare est ancienne (le premier semble être Edward Jacob (en)) et l'argumentation se base souvent sur l'évalution du style littéraire. Marlowe semble être également un bon candidat, non seulement parce qu'il a été élevé dans le Kent — et avait ainsi probablement une bonne connaissance des faits divers locaux – mais aussi parce que les émotions des personnages et l'absence de héros vertueux semblent être caractéristiques de son style. Kyd, qui a un temps partagé un logement avec Marlowe, a la préférence de certains universitaires comme Brian Vickers.
Le texte de la pièce a donné lieu a beaucoup d'analyses stylométriques à la fois pour savoir si le texte est l'œuvre d'un auteur unique et pour identifier le ou les auteurs. En 2008, une étude par ordinateur de la pièce en comparaison avec les œuvres de Shakespeare affirme que la fréquence des mots et les choix de vocabulaire sont cohérents avec le fait que le milieu de la pièce (scènes 4 à 9) puisse avoir été écrit par Shakespeare. En 2008, Brian Vickers indique au contraire que sa propre analyse informatique, basée sur les collocations montre que Thomas Kyd pourrait avoir écrit l'intégralité de la pièce. Une autre étude, en 2015, suggère fortement que Shakespeare aurait rédigé les scènes du milieu d'Arden ainsi que quelques passages spécifiques du début de la pièce.
En 2013, la Royal Shakespeare Company publie une édition attribuant la pièce en partie à Shakespeare. En 2016, The Oxford Shakespeare (en) attribue la pièce à « Un inconnu et William Shakespeare » et rejette la possibilité que Kyd ou Marlowe fassent partie des auteurs.

## Personnages principaux
- Arden, un gentilhomme de Faversham qui vient d'obtenir des terres par ordonnance royale.
- Alice Arden, femme d'Arden et amante de Mosby avec qui elle complote le meurtre de son mari.
- Franklin, conseiller et ami loyal d'Arden. Il peut être vu comme le narrateur de l'histoire en raison de sa réplique finale.
- Mosby, amant d'Alice avec qui il planifie le meurtre d'Arden. Il est généralement perçu comme étant de rang social inférieur à Arden.
- Black Will et Shakebag, deux voyous londoniens à qui est confiée la tâche d'assassiner Arden.
- Richard Greene, propriétaire terrien dont les terres ont été données à Arden par le roi, ce qui lui donne un motif pour vouloir la mort d'Arden.
- Michael, servant d'Arden, amoureux de Susan.
- Susan, sœur de Mosby et servante d'Alice.

## Résumé de l'action
Scène 1 — Arden fait part à Franklin des doutes qu'il a sur sa femme, Alice. Celle-ci, par la suite, joue l'épouse modèle. Mais rapidement, Alice promet la main de Susan à Michael, un serviteur d'Arden, pour qu'il l'aide à assassiner ce dernier. Elle retrouve Mosby, son amant à qui elle réitère la promesse d'assassiner Arden. Greene, qui a été déposé de ces terres au profit d'Arden, devient également le complice d'Alice. Pendant ce temps, Arden et Franklin partent faire des affaires à Londres.
Scène 2 — Greene embauche Black Will et Shakebag, deux voyous londoniens, pour assassiner Arden.
Scène 3 — Une première tentative d'assassinat est ratée du fait que Black Will est percuté par le volet du stand d'un marchant ambulant. Black Will et Shakebag se jurent d'assassiner Arden dans la nuit. Michael est leur complice et doit laisser les portes ouvertes.
Scène 4 — Michael, pris de remords, crie dans la nuit et prétexte un mauvais rêve. Cela pousse Arden à s'apercevoir que les portes ne sont pas verrouillées – et à les verrouiller.
Scène 5 — Black Will et Shakebag trouvent les portes fermées.
Scène 6 — Arden médite sur le cauchemar de Michael qui l'effraye.
Scène 7 — Michael arrive à se trouver des excuses devant Black Will, Shakebag et Greene. Il précise un lieu sur le trajet de retour d'Arden où ce dernier pourra être assassiné.
Scène 8 — Alice et Mosby se disputent et se rejettent mutuellement la faute. Ils arrivent cependant à se réconcilier.
Scène 9 — Sur le trajet du retour, Arden et Franklin rencontrent Lord Cheyne qui les invite à dîner le lendemain. Cette rencontre empêche Black Will et Shakebag d'agir.
Scène 10 — Arden est de retour chez lui, Alice refuse de l'accompagner chez Lord Cheyne. Black Will et Shakebag doivent assassiner Arden sur le chemin.
Scène 11 — Pour aller chez Lord Cheyne, Arden et Franklin passent une rivière dans le brouillard et parlent (de femmes) avec le passeur.
Scène 12 — Pris dans le brouillard, Shakebag tombe dans un fossé et appelle Will à l'aide. Mais c'est le passeur qui vient le secourir et une nouvelle fois la tentative d'assassinat échoue.
Scène 13 — Sur le chemin du retour, Arden découvre Alice et Mosby main dans la main. Mosby embrasse Alice et sous-entend qu'Arden est cocu. Un combat éclate, Mosby est blessé par Arden ou Franklin (Shakebag également). Alice plaide le malentendu et pousse Arden à s'excuser devant Mosby (contre l'avis de Franklin).
Scène 14 — Alice, Mosby, Will, Shakebag, Greene, Michael et Susan se mettent d'accord sur un plan pour assassiner Arden chez lui. À un signal précis, Will doit sortir de sa cachette pour tuer Arden. Arden arrive et invite Mosby à jouer aux cartes (pour se réconcilier avec lui). Au signal, Will se saisit d'Arden, puis Mosby, Shakebag et Alice le poignardent successivement. Will et Shakebag emportent le cadavre dans un champ malgré la tempête de neige, pendant que les autres essayent de nettoyer la pièce avec précipitation. Le maire de Faversham arrive, suivi par Franklin qui a vu le cadavre dehors. Le stratagème est découvert, les meurtriers (à l'exception de Will et Shakebag partis plus tôt) sont arrêtés.
Scène 15 — Shakebag se cache à Londres.
Scène 16 — Alice se repent devant le maire. Franklin part à la recherche de Black Will et Shakebag.
Scène 17 — Black Will s'enfuit vers les Pays-Bas.
Scène 18 — Le maire rend le verdict : Mosby et Susan seront tués à Londres, Alice Arden sera brûlée vive à Canterbury, Michael et Bradshaw (qui est innocent) seront exécutés à Faversham.
Épilogue — Franklin conclut la pièce par un monologue et explique le sort des autres personnages.

## Postérité
- En 1663, peu après l'écriture de la pièce, l'histoire (également mentionnée dans les Chroniques de Raphael Holinshed) fit l'objet une ballade : The complaint and lamentation of Mistresse Arden of Feversham in Kent (en)[10].
- Le fait divers (probablement de manière indépendante de la pièce de théâtre) est mentionné dans The Newgate Calendar[2].
- La pièce a été adaptée en un ballet en 1799 au Sadler's Wells Theatre.
- La pièce servit d'inspiration à un opéra d'Alexander Goehr, Arden must die (en) en 1967.

## Ardenen langue française

### Traductions
- François-Victor Hugo, Œuvres complètes de Shakespeare, t. Les Apocryphes, II, Pagnerre, 1865-1872 (lire en ligne)
- (fr + en) Félix Carrère, Arden de Faversham, Aubier, 1950
- Laurette Brunius et Loleh Bellon, Arden de Faversham, Paris, L'Arche, 1957
- Jean Cosmos, Arden de Faversham, Paris, Théâtre de l'Est parisien, Maison de la culture, 1964
- traduit de l'anglais par André Gide ; préface de Jean-Pierre Prévost ; ouvrage publié sous la direction de Jean-Yves Tadié. Paris : Gallimard, coll. "Le manteau d'Arlequin", 04/2019, 147 p.  (ISBN 978-2-07-283418-9)

### Représentations théâtrales
- Arden of Faversham (en anglais), mis en scène par Joan Littlewood, Théâtre Hébertot, 1955[11]
- Arden de Faversham, mis en scène par François Maistre, Festival du théâtre comique, Vaison la Romaine, 1960[12]
- Arden de Faversham, mis en scène par Bernard Jenny, Théâtre du Vieux-Colombier, 1961[13]
- Arden de Faversham, mis en scène par Guy Rétoré, Théâtre de l'Est Parisien, 1964[14]
- Arden de Faversham, mis en scène par Philippe Mentha, Théâtre municipal de Lausanne, 1966[15]
- La lamentable et véridique histoire d'Arden de Faversham, mis en scène par Lucian Pintilie, Théâtre de la Ville, 1984[16]

### Cinéma
- Arden de Faversham, réalisé par Marcel Bluwal, 1960[17]